# 2024년 하계 올림픽 버뮤다 선수단
2024년 하계 올림픽 버뮤다 선수단은 2024년 7월 26일부터 8월 11일까지 프랑스 파리에서 열린 2024년 하계 올림픽에 참가한 올림픽 버뮤다 선수단이다.
1936년 공식 데뷔 이후 버뮤다 선수들은 모든 하계 올림픽에 출전했지만 1980년 하계 올림픽에는 참가하지 않았다. 모스크바는 미국 주도의 보이콧을 국가가 지지했기 때문이다.

## 출전 선수
| 종목         | 남자 | 여자 | 전체 |
| ------------ | ---- | ---- | ---- |
| 수영         | 1    | 1    | 2    |
| 요트         | 0    | 1    | 1    |
| 육상         | 1    | 0    | 1    |
| 조정         | 1    | 0    | 1    |
| 트라이애슬론 | 1    | 2    | 3    |
| 전체         | 4    | 4    | 8    |

## 메달 집계
| 종목 | 1 | 2 | 3 | 합계 |
| 종목 | ' | ' | ' | '    |
| 종목 | ' | ' | ' | '    |
| 종목 | ' | ' | ' | '    |
| 합계 | ' | ' | ' | '    |

## 같이 보기
- 2024년 하계 올림픽